# Estang
Estang (gaskognisch gleichlautend) ist eine französische Gemeinde mit 664 Einwohnern (Stand: 1. Januar 2022) im Département Gers in der Region Okzitanien. Sie gehört zum Kanton Grand-Bas-Armagnac und zum Arrondissement Condom.

## Lage
Estang liegt etwa 65 Kilometer nordnordöstlich von Pau.
Umgeben wird Estang von den Nachbargemeinden Monclar im Norden, Lias-d’Armagnac im Osten, Panjas im Süden und Südosten, Maupas im Süden und Südwesten, Castex-d’Armagnac im Westen sowie Mauléon-d’Armagnac im Westen und Nordwesten.

## Bevölkerungsentwicklung
| Jahr                       | 1962 | 1968 | 1975 | 1982 | 1990 | 1999 | 2006 | 2011 | 2018 |
| -------------------------- | ---- | ---- | ---- | ---- | ---- | ---- | ---- | ---- | ---- |
| Einwohner                  | 942  | 892  | 847  | 818  | 724  | 643  | 666  | 624  | 646  |
| Quellen: Cassini und INSEE |      |      |      |      |      |      |      |      |      |

## Sehenswürdigkeiten
- Kirche Notre-Dame, ursprünglich aus dem 16. Jahrhundert, 1860 umgebaut, seit 1998 Monument historique
- Kapelle des Konvents der Marientöchter
- Kampfarena aus dem späten 19. Jahrhundert, seit 1993 Monument historique
- Schloss Castex-d'Armagnac

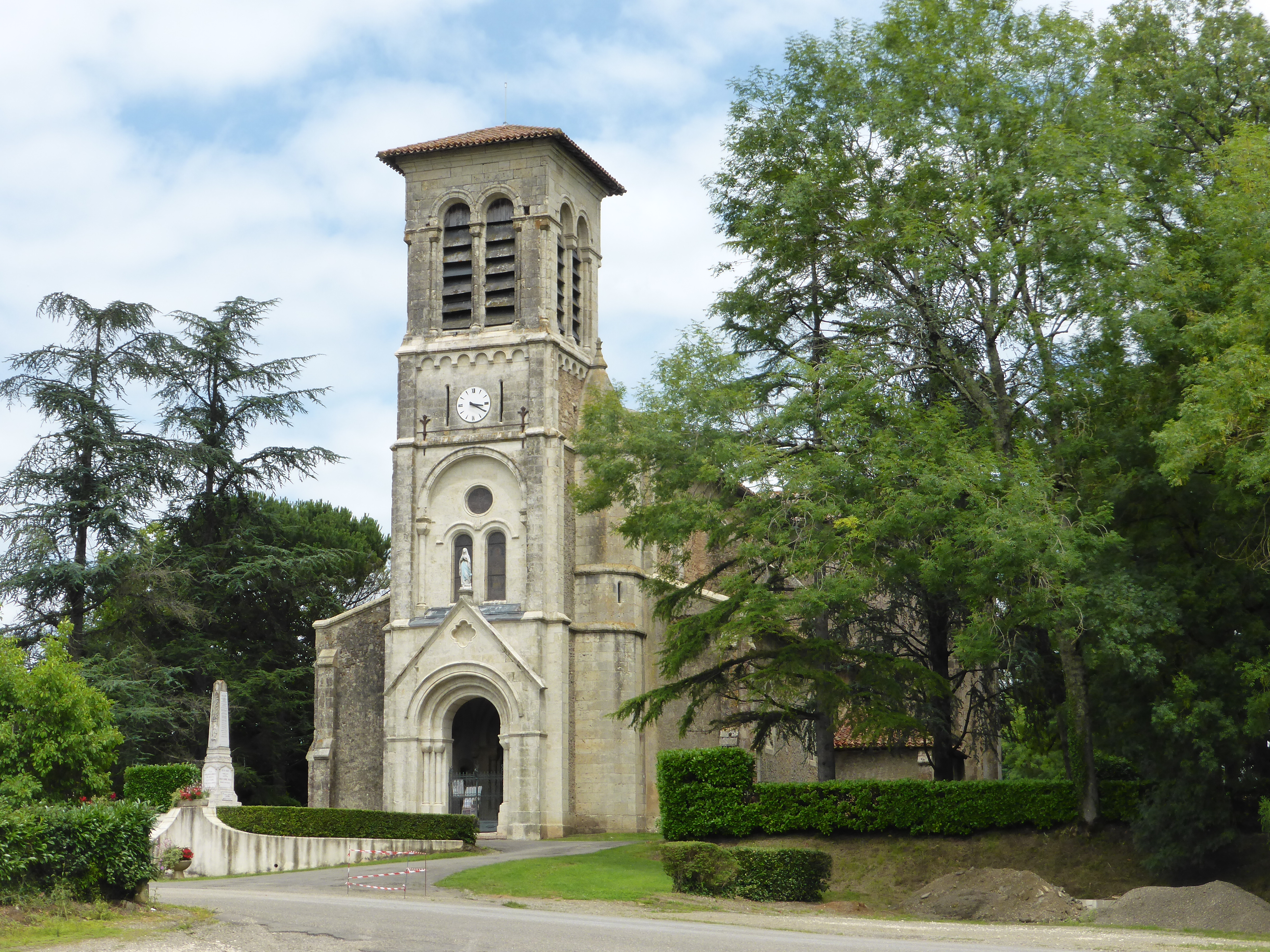
Kirche Notre-Dame
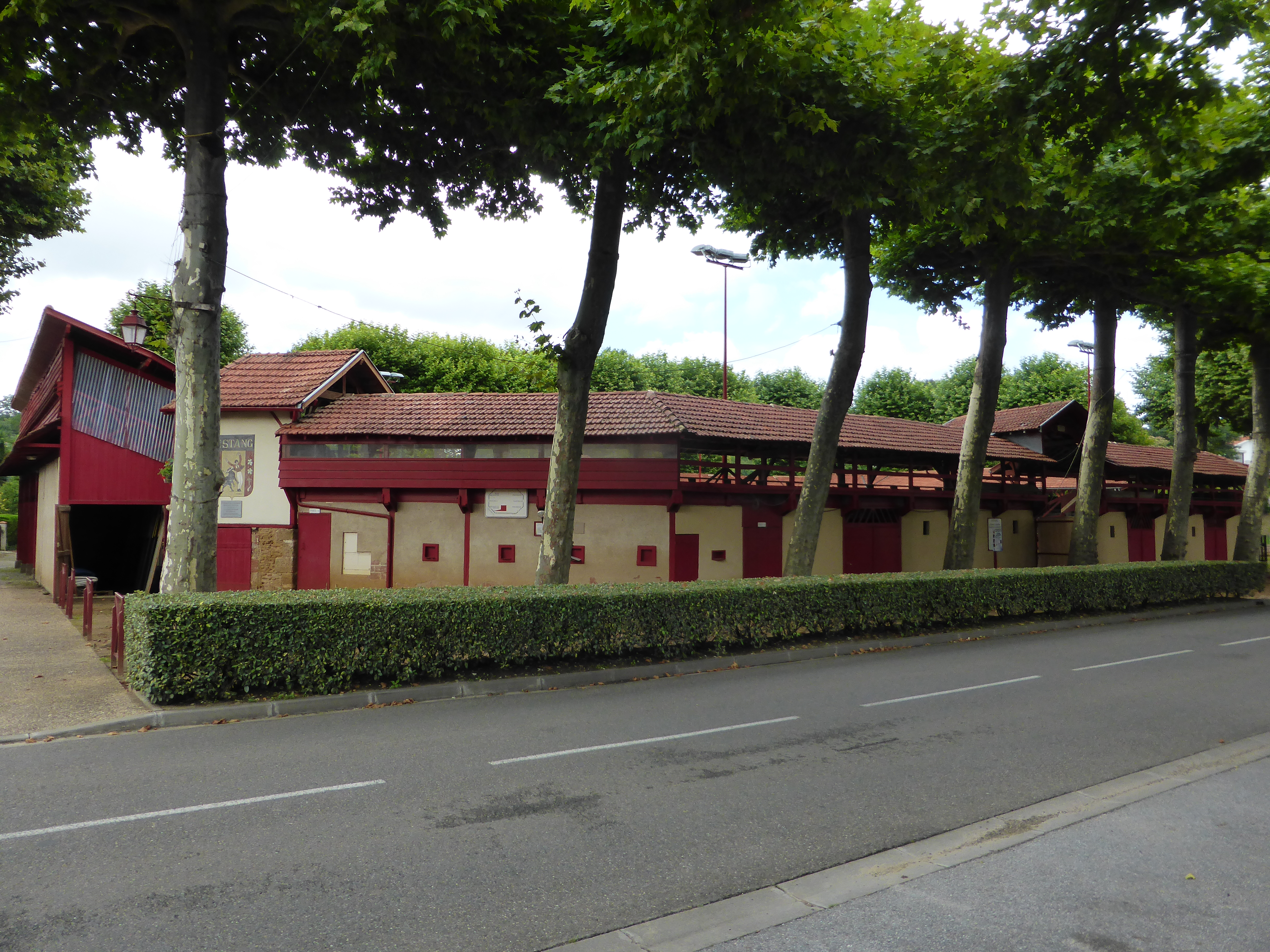
Kampfarena von Estang